# Юрздыка (Червенский район)
Юрздыка (бел. Юрздыка) — бывшая деревня в Рованичского сельсовета Червенском районе Минской области Белоруссии, ныне часть деревни Рованичи.

## Географическое положение
Расположена в 30 километрах к северо-востоку от Червеня, в 92 км от Минска.

## Происхождение названия
Юрздыка — народное искажение слова юрисдикт. Название восходит к периоду Великого княжества Литовского и указывает на то, что жители этой деревни (предместья Рованичей) находились в юрисдикции лица, отличного от административной власти этой местности, и деревня являлась административно обособленной.

## История
История деревни восходит ко временам Великого княжества Литовского, когда Рованичи были казённым имением, передаваемым землевладельцам лишь во временное пользование. Впоследствии кто-то из владельцев усадьбы, возможно, представитель магнатского рода Глебовичей, владевшего Рованичами во второй половине XVI—начале XVII веков, выкупил эту улицу в частную собственность и поселил на ней своих крестьян. С 1790 года Юрздыка, как и Рованичи, стала собственностью Антония Слотвинского. В результате II раздела Речи Посполитой 1793 года вошла в состав Российской империи. В начале 1880-х село Рованичи-Юрздыка входило в состав Игуменского уезда Минской губернии, здесь было 4 двора и 50 жителей. В начале XX века деревня Юрздыка, где было 15 дворов, проживали 76 человек. На 1917 год деревня, в которой насчитывалось 17 домов, 96 жителей (46 мужчин и 50 женщин). 20 августа 1924 года она вошла в состав вновь образованного Рованичского сельсовета Червенского района Минского округа (с 20 февраля 1938 — Минской области). Во время Великой Отечественной войны деревня оккупирована немцами в начале июля 1941 года. В ходе войны деревня была уничтожена, однако масштаб разрушений остался неизвестным. После войны деревня была восстановлена. На 1960 год упоминается под названием Юрздовка, её население составило 168 человек. В 1962 году деревня Юрздыка была включена в состав деревни Рованичи.

## Население
- 1880-е — 4 двора, 50 жителей
- 1897 —
- 1908 — 15 дворов, 76 жителей
- 1917 — 17 дворов, 96 жителей
- 1926 —
- 1960—168 жителей